# Groß-Enzersdorf
Groß-Enzersdorf ist eine Stadtgemeinde mit 12.082 Einwohnern (Stand 1. Jänner 2024) im Bezirk Gänserndorf in Niederösterreich.

## Geografie
Die Stadtgemeinde liegt 18 km östlich vom Zentrum Wiens im Marchfeld an der Bundesstraße 3 und grenzt unmittelbar an das Wiener Siedlungsgebiet und dessen Stadtteil Eßling. An das Groß-Enzersdorfer Stadtgebiet grenzt im Süden das unter Naturschutz stehende Augebiet Lobau, welches Teil des Nationalparks Donau-Auen ist.
Nordöstlich befindet sich der Thavonhof.
Eine Bestandsanalyse bieten die Ergebnisse der Kommunalen Entwicklungsplanung in Groß-Enzersdorf, einem TU-Wien-Projekt von 2019.

### Gemeindegliederung
| Katastralgemeinden | Ortschaften in der Gemeinde |
| --- | --- |
| Franzensdorf (12,11 km²) Großenzersdorf (18,09 km²) Matzneusiedl (5,02 km²) Mühlleiten (2,70 km²) Oberhausen (9,89 km²) Probstdorf (8,54 km²) Rutzendorf (9,05 km²) Schönau an der Donau (7,57 km²) Wittau (10,92 km²) | Franzensdorf (D) · Groß-Enzersdorf (St) · Matzneusiedl (Mh) · Mühlleiten (D) · Oberhausen (D) Neu-Oberhausen (Sdlg) Probstdorf (D) · Rutzendorf (D) · Schönau an der Donau (D) · Wittau (D) |
| Legende | |

| In der Spalte Katastralgemeinden sind sämtliche Katastralgemeinden einer Gemeinde angeführt. In der Klammer ist die jeweilige Fläche in km² angegeben. |
| In der Spalte Ortschaften sind sämtliche von der Statistik Austria erfassten Siedlungen, die auch eine eigene Ortschaftskennziffer aufweisen, angeführt. In der Hierarchieebene derselben Spalte, rechts eingerückt, werden nur Ansiedlungen, die mindestens aus mehreren Häusern bestehen, dargestellt. Die wichtigsten der verwendeten Abkürzungen sind: - M = Hauptort der Gemeinde - Stt = Stadtteil - R = Rotte - W = Weiler - D = Dorf - ZH = Zerstreute Häuser - Sdlg = Siedlung - Hgr = Häusergruppe - E = Einzelgehöft (nur wenn sie eine eigene Ortschaftskennziffer haben) Die komplette Liste der Statistik Austria ist in: Topographische Siedlungskennzeichnung nach STAT Zu beachten ist, dass manche Orte unterschiedliche Schreibweisen haben können. So können sich Katastralgemeinden anders schreiben als gleichnamige Ortschaften bzw. Gemeinden. Quelle: Statistik Austria – Liste für Niederösterreich (PDF) |

Das Gemeindegebiet umfasst folgende neun Ortschaften (in Klammern Einwohnerzahl Stand 1. Jänner 2024):
- Franzensdorf (344)
- Groß-Enzersdorf (7090)
- Matzneusiedl (6)
- Mühlleiten (309)
- Oberhausen (2376)
- Probstdorf (800)
- Rutzendorf (392)
- Schönau an der Donau (193)
- Wittau (Groß-Enzersdorf)[3] (572)

Mit 1. Jänner 1971 wurden die Gemeinden Großenzersdorf, Oberhausen und Rutzendorf zur Gemeinde Groß-Enzersdorf zusammengelegt. Am 1. Jänner 1972 wurden die Gemeinden Franzensdorf, Mühlleiten, Probstdorf, Schönau an der Donau und Wittau eingegliedert.

### Nachbargemeinden
|                   | Raasdorf, Großhofen, Glinzendorf            |                                      |
| Donaustadt (Wien) | Kompassrose, die auf Nachbargemeinden zeigt | Leopoldsdorf, Andlersdorf, Mannsdorf |
|                   | Fischamend (Bruck)                          |                                      |

### Klima
|                        | Jan  | Feb  | Mär  | Apr  | Mai  | Jun  | Jul  | Aug  | Sep  | Okt  | Nov  | Dez  |   |      |
| Mittl. Temperatur (°C) | −0,2 | 1,2  | 5,3  | 10,4 | 15,5 | 18,6 | 20,9 | 20,3 | 15,5 | 10,1 | 4,9  | 0,8  | ⌀ | 10,3 |
| Mittl. Tagesmax. (°C)  | 2,9  | 5,0  | 10,1 | 16,1 | 21,0 | 23,9 | 26,8 | 26,2 | 21,0 | 15,0 | 8,1  | 3,4  | ⌀ | 15   |
| Mittl. Tagesmin. (°C)  | −2,7 | −1,8 | 1,7  | 5,6  | 10,3 | 13,2 | 15,1 | 15,0 | 11,3 | 6,6  | 2,4  | −1,5 | ⌀ | 6,3  |
|                        |      |      |      |      |      |      |      |      |      |      |      |      |   |      |
| Niederschlag (mm)      | 24   | 24   | 36   | 33   | 56   | 68   | 60   | 60   | 54   | 32   | 37   | 32   | Σ | 516  |
|                        |      |      |      |      |      |      |      |      |      |      |      |      |   |      |
| Luftfeuchtigkeit (%)   | 74,2 | 66,4 | 58,3 | 51,3 | 53,9 | 53,5 | 49,6 | 50,9 | 56,0 | 62,5 | 73,3 | 78,2 | ⌀ | 60,7 |

| −2,7 |

| −1,8 |

| 1,7 |

| 5,6 |

| 10,3 |

| 13,2 |

| 15,1 |

| 15,0 |

| 11,3 |

| 6,6 |

| 2,4 |

| −1,5 |

| −2,7 |

| −1,8 |

| 1,7 |

| 5,6 |

| 10,3 |

| 13,2 |

| 15,1 |

| 15,0 |

| 11,3 |

| 6,6 |

| 2,4 |

| −1,5 |

| N i e d e r s c h l a g | 24  | 24  | 36  | 33  | 56  | 68  | 60  | 60  | 54  | 32  | 37  | 32  |
|                         | Jan | Feb | Mär | Apr | Mai | Jun | Jul | Aug | Sep | Okt | Nov | Dez |

## Geschichte
Die erste Besiedlung des Raumes erfolgte vor ungefähr 3000 Jahren in der Katastralgemeinde Mühlleiten. Die Besiedlung lässt sich durch Funde von Brandgräbern erklären. 791 drangen die Sachsen auf Anordnung Karls des Großen in die Region um das heutige Groß-Enzersdorf entlang der Donau ein. Grund dafür war der Einfall und die Abwehr der Awaren. Es wurde ebenfalls eine Benennung nach den Sachsen eines Donauarms und einer Donauinsel vorgenommen, auf welcher sich das heutige Schloss Sachsengang befindet. Schloss Sachsengang gilt als Urzelle von Groß-Enzersdorf.
Der Ort wurde im Jahre 870 auf der damaligen Donauinsel Sachsengang als Meierhof von der Familie Engelschalk gegründet. Der beurkundete Name war Encines Dorf. Die Passauer, die den Hof nach dem Aussterben der Engelschalker 893 übernahmen, errichteten in unmittelbarer Nähe eine Kapelle. 1021 schenkte Kaiser Heinrich II. dem Kloster Weihenstephan Teile des Umlandes, der Besitz geht 1028 im Tausch an das Hochstift Freising. Im Jahre 1202 wurde Enzersdorf gemäß einem Vertrag zwischen Otto II. von Freising und dem Passauer Domkapitel an das Hochstift Freising verpfändet. In der Urkunde wird erstmals die Kirche erwähnt und der Markt als Pfarre genannt. Ab dem Jahr 1298 war die Insel Sachsengang gänzlich in Freisinger Hand, Sitz der Freisinger Amtsverwaltung war nun Entzeinestorf. Aufgrund dessen ist ein Freisinger Mohr im örtlichen Wappen zu finden. Die Verleihung des Stadtrechtes erfolgte 1396 und die bis heute erhaltene Stadtmauer wurde gebaut.
Beim Sturm auf Wien eroberten und verwüsteten die Türken 1529 die Stadt. In weiterer Folge wurden Kroaten zur Besiedlung der zerstörten Orte und zur Bestellung der Felder angesiedelt. Das Kroatentor zeugt heute noch davon. 1554 brannte die Stadt bis auf wenige Häuser ab und wurde von Wölfen heimgesucht. Im Dreißigjährigen Krieg plünderten, brandschatzten und besetzten schwedische Reiter den Ort. Im 17. Jahrhundert folgten noch weitere Katastrophen: 1679 wütete die Pest (ein eigener Pestfriedhof wird außerhalb der Stadt errichtet) und 1683 verwüsten die Türken abermals Stadt und Umgebung. 1803 wurde das Hochstift Freising säkularisiert, Enzersdorf wurde habsburgisch. 1850 wurde Groß-Enzersdorf Sitz einer Bezirksverwaltung, die 1897 nach Floridsdorf verlegt wurde.
Nach dem „Anschluss“ Österreichs an das Dritte Reich wurde Groß-Enzersdorf 1938 wie viele andere Umlandgemeinden nach Wien eingemeindet, das damit zu Groß-Wien wurde. Groß-Enzersdorf war für den im Zuge der Eingemeindungen 1938 neu geschaffenen 22. Wiener Gemeindebezirk namensgebend. Am 29. Oktober 1938 zwang die NSDAP-Ortsgruppe Kultusvorsteher Dr. Karl Katz, die Synagoge in der Kaiser-Franz-Josef-Straße 11 dem Deutschen Turnerbund für „wohltätige Zwecke und für Pflege der Leibesübungen der deutschen Jugend in Groß-Enzersdorf“ zu „schenken“. Am 7. Oktober 1944 trafen Bomben Häuser in Groß-Enzersdorf, es gab Todesopfer unter der Bevölkerung. Am 12. April 1945 nahmen Soldaten der Roten Armee Groß-Enzersdorf ein. Erst 1954 wurde Groß-Enzersdorf wieder eine selbständige Gemeinde und der 22. Wiener Gemeindebezirk in Donaustadt umbenannt.

### Bevölkerungsentwicklung
| Groß-Enzersdorf: Einwohnerzahlen von 1869 bis 2024  | Groß-Enzersdorf: Einwohnerzahlen von 1869 bis 2024 | Groß-Enzersdorf: Einwohnerzahlen von 1869 bis 2024 | Groß-Enzersdorf: Einwohnerzahlen von 1869 bis 2024 | Groß-Enzersdorf: Einwohnerzahlen von 1869 bis 2024 |
| --------------------------------------------------- | -------------------------------------------------- | -------------------------------------------------- | -------------------------------------------------- | -------------------------------------------------- |
| Jahr                                                |                                                    |                                                    |                                                    | Einwohner                                          |
| 1869                                                | 1869                                               |                                                    | 3.041                                              | 3.041                                              |
| 1880                                                | 1880                                               |                                                    | 3.386                                              | 3.386                                              |
| 1890                                                | 1890                                               |                                                    | 3.877                                              | 3.877                                              |
| 1900                                                | 1900                                               |                                                    | 4.498                                              | 4.498                                              |
| 1910                                                | 1910                                               |                                                    | 4.705                                              | 4.705                                              |
| 1923                                                | 1923                                               |                                                    | 4.805                                              | 4.805                                              |
| 1934                                                | 1934                                               |                                                    | 4.995                                              | 4.995                                              |
| 1939                                                | 1939                                               |                                                    | 5.529                                              | 5.529                                              |
| 1951                                                | 1951                                               |                                                    | 4.896                                              | 4.896                                              |
| 1961                                                | 1961                                               |                                                    | 4.432                                              | 4.432                                              |
| 1971                                                | 1971                                               |                                                    | 5.019                                              | 5.019                                              |
| 1981                                                | 1981                                               |                                                    | 5.731                                              | 5.731                                              |
| 1991                                                | 1991                                               |                                                    | 6.750                                              | 6.750                                              |
| 2001                                                | 2001                                               |                                                    | 8.128                                              | 8.128                                              |
| 2011                                                | 2011                                               |                                                    | 9.613                                              | 9.613                                              |
| 2021                                                | 2021                                               |                                                    | 11.810                                             | 11.810                                             |
| 2024                                                | 2024                                               |                                                    | 12.082                                             | 12.082                                             |
| Quelle(n): Statistik Austria, Gebietsstand 1.1.2021 |                                                    |                                                    |                                                    |                                                    |

### Historische Landkarten

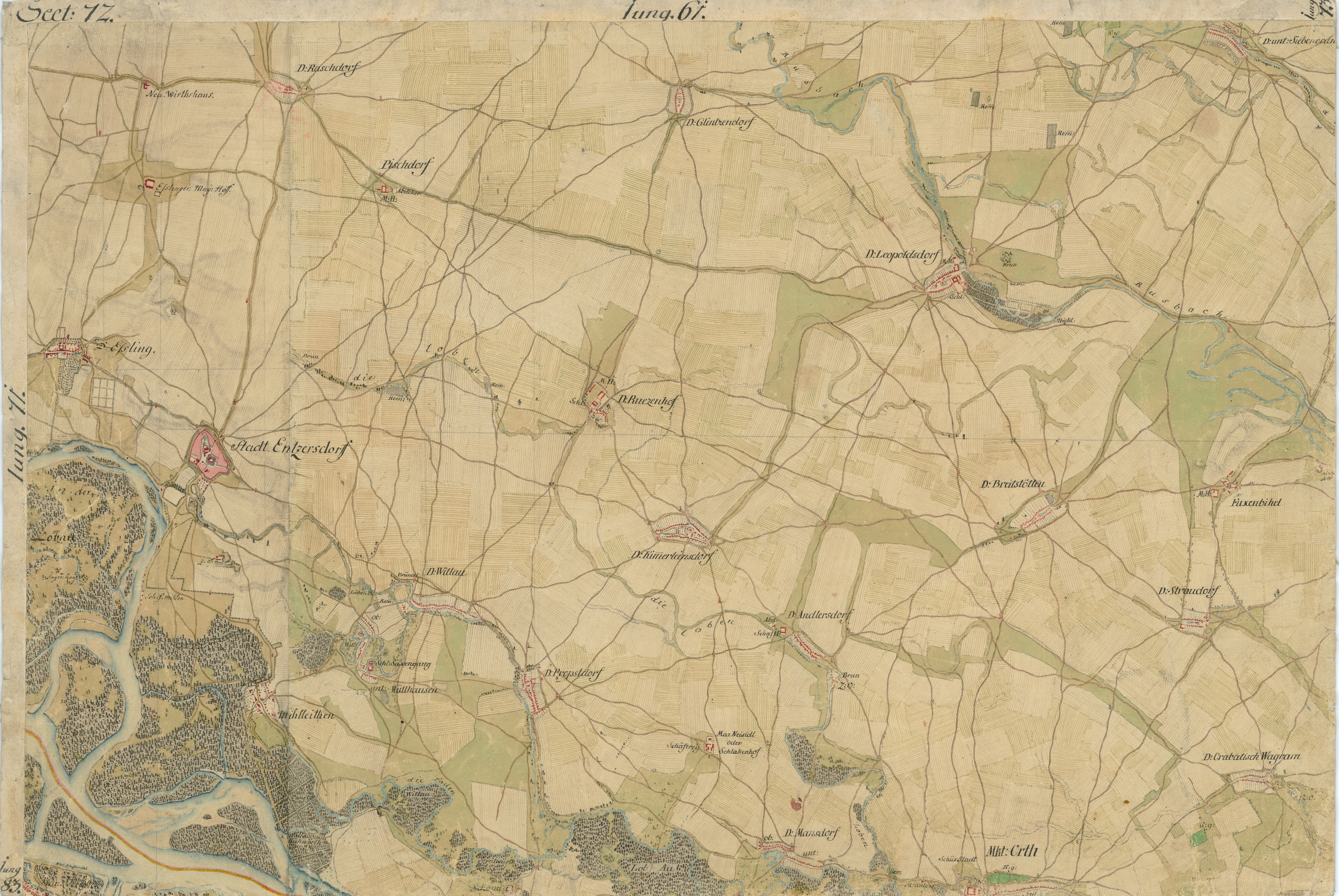
„Stadt Entzersdorff“ und Umgebung um das Jahr 1790, Josephinische Landesaufnahme
Das „Stadtl Enzersdorf“ im Aufnahmeblatt der Franzisco-Josephinischen Landesaufnahme, 1873
Franzensdorf und Probstdorf im Osten von Groß-Enzersdorf, um 1873
Der Süden von Groß-Enzersdorf mit der Lobau, den Resten der napoleonischen Schanzen, Mühlleiten und Oberhausen, um 1873

## Kultur und Sehenswürdigkeiten

### Bauwerke

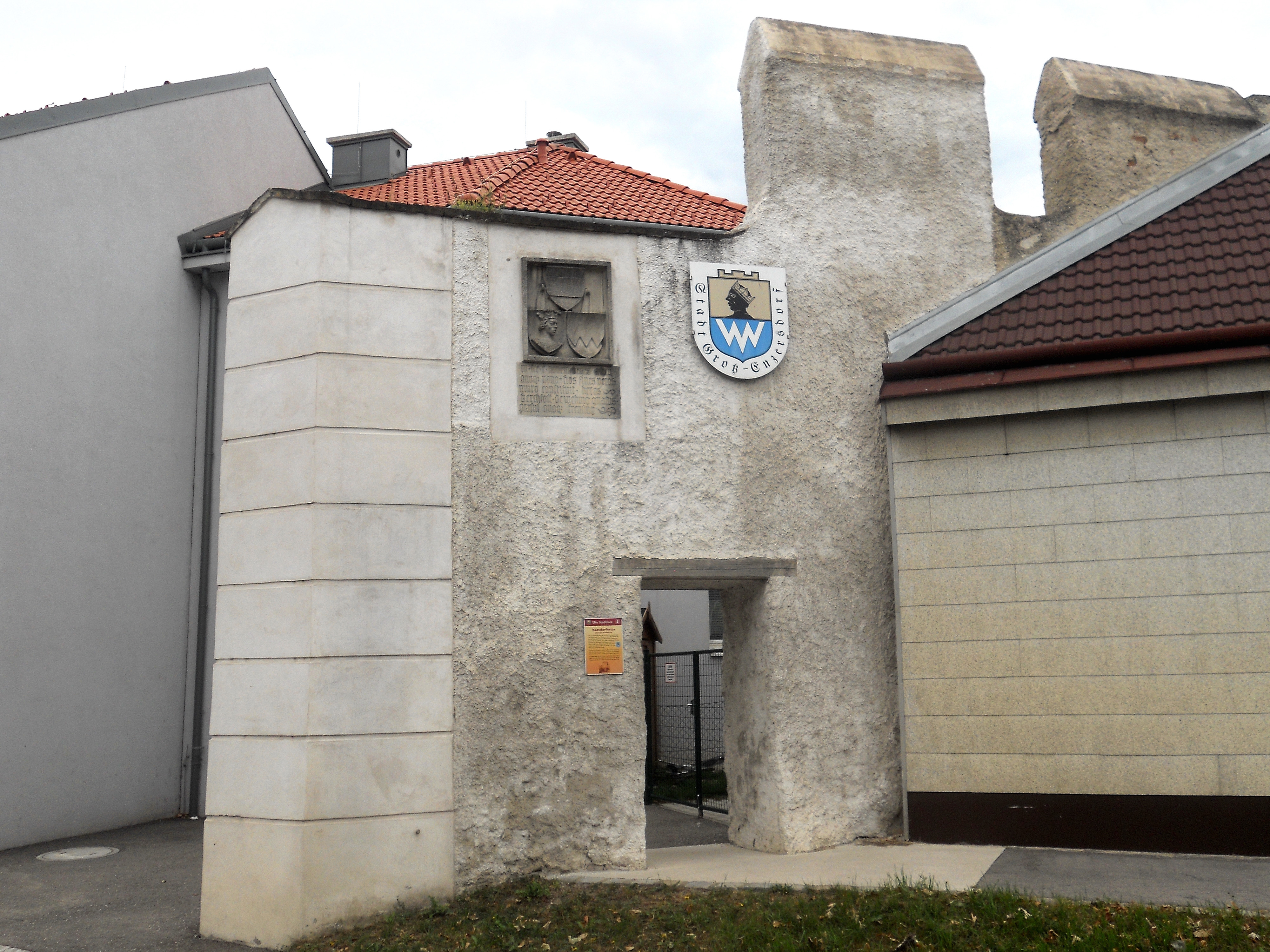
Stadtbefestigung Groß-Enzersdorf

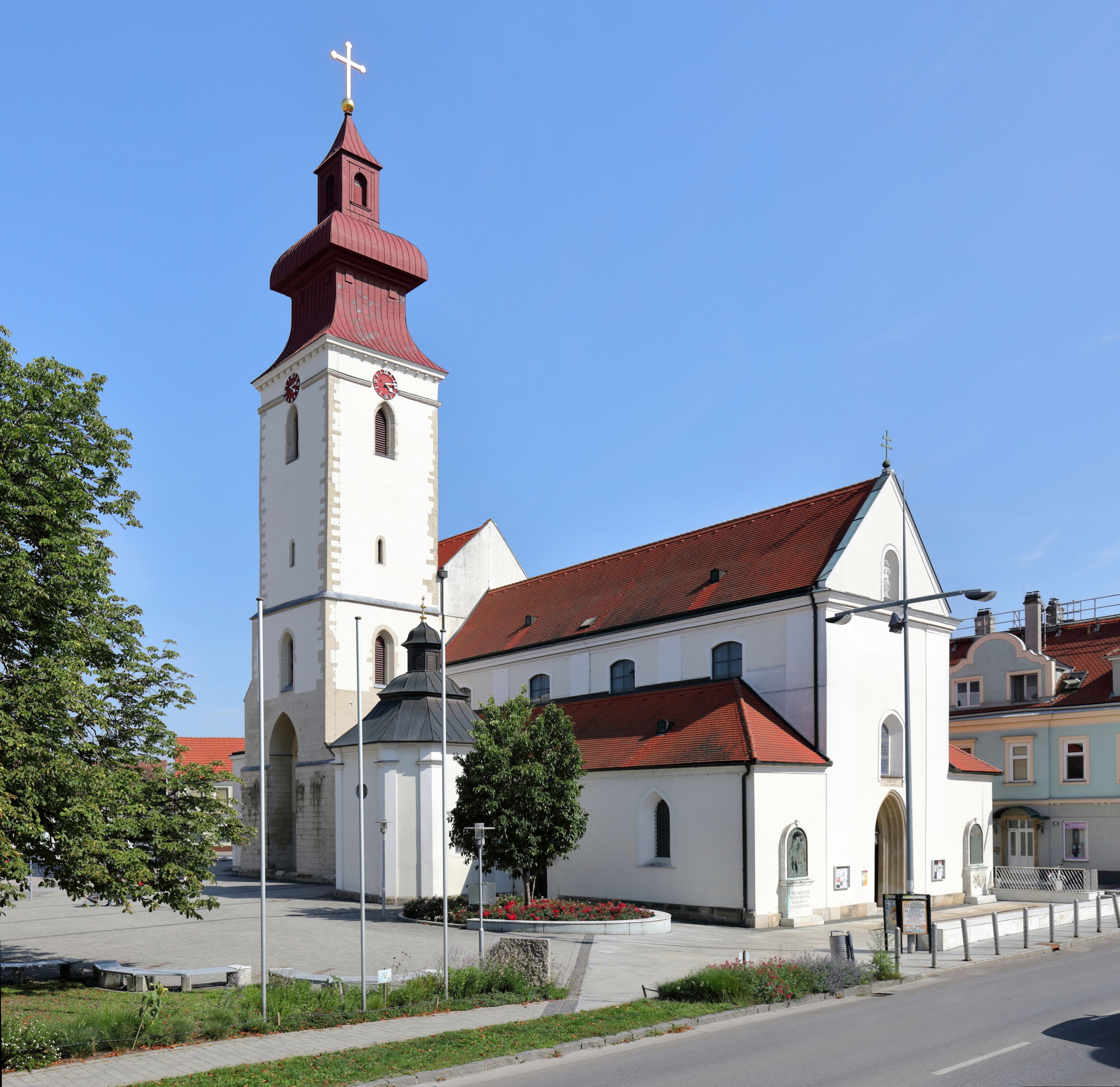
Pfarrkirche Groß-Enzersdorf

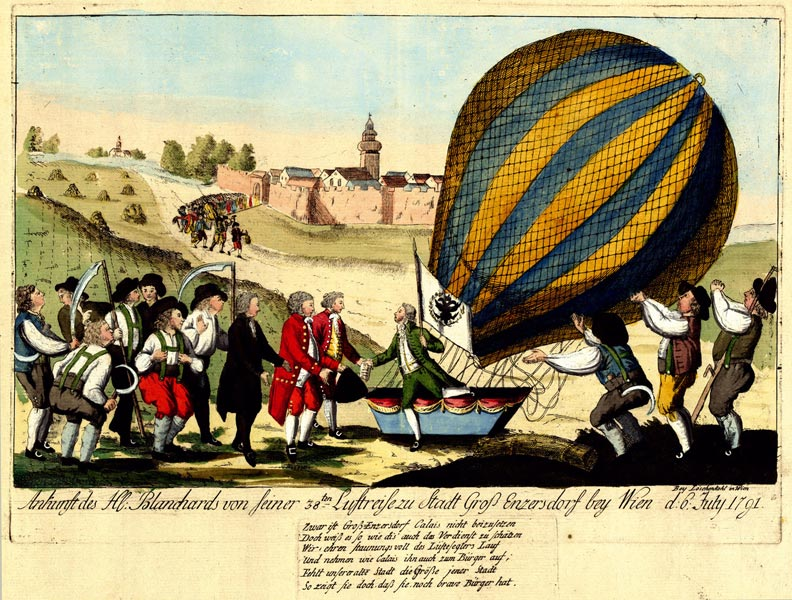
Ballonlandung bei Groß-Enzersdorf (1791)

- Stadtbefestigung Groß-Enzersdorf, erbaut 1396 bis 1399, fast vollständig erhalten
- Ehemalige Stadtburg[6]
- Stadtpfarrkirche Maria Schutz, mit romanischen, gotischen und barocken Elementen
- Rathaus in Teilen des ehemaligen Bürgerspitals
- Jüdischer Friedhof Groß-Enzersdorf
- Pfarrkirche hl. Josef in Franzensdorf
- Filialkirche Mariahilf in Mühlleiten
- Filialkirche hl. Johannes der Täufer in Oberhausen
- Schloss Sachsengang in Oberhausen
- Pfarrkirche hl. Stephan in Probstdorf
- Filialkirche hl. Anna in Rutzendorf
- Schloss Rutzendorf
- Filialkirche hl. Nikolaus in Schönau an der Donau
- Filialkirche hl. Nikolaus in Wittau
- Bründlkapelle in Wittau

### Autokino
- Das einzige Autokino Österreichs befindet sich in Groß-Enzersdorf, unmittelbar an der Grenze zu Wien. Es wurde 1967 eröffnet und 1990 zu einem „Center“ mit drei Leinwänden umgebaut. Wegen eines Konkursverfahrens wurde der Betrieb im Februar 2015 eingestellt. Auf dem Areal wurde an Sonntagen ein gut besuchter Flohmarkt abgehalten. Das Autokino wurde im Mai 2020 aufgrund großer Nachfrage renoviert und wiedereröffnet.[7]

### Sport und Freizeit
Am Donau-Oder-Kanal befinden sich die Wochenendhaussiedlungen Donau-Oder-Kanal und westlich davon Mariensee. Östlich liegt die Siedlung Neu-Oberhausen, die im Norden den Kanal streift.
Leistungssport wird besonders im Tischtennis betrieben. Die Mannschaft der UKJ Groß-Enzersdorf spielt in der 2. Bundesliga und ist besonders im Nachwuchsbereich ein Vorzeigeverein.
Ein kleiner Teil der vier Becken des Donau-Oder-Kanals, jedenfalls ein (großer) Teil von DOK IV, befindet sich auf dem Gemeindegebiet und dient zum Schwimmen und Angeln.

## Wirtschaft und Infrastruktur
Im Jahr 2001 gab es 358 nichtlandwirtschaftliche Arbeitsstätten, 1999 gab es 140 land- und forstwirtschaftliche Betriebe. 3970 Erwerbstätige am Wohnort wurden in der Volkszählung von 2001 ermittelt. Im selben Jahr lag die Erwerbsquote bei 50,17 Prozent.
In Groß-Enzersdorf befindet sich ein großes Werk zur Tiefkühlproduktion, das hauptsächlich Gemüse aus den umliegenden Anbaugebieten im Marchfeld verarbeitet. Neben etwa 800 Arbeitnehmern sind auch viele bäuerliche Betriebe der Region wirtschaftlich von diesem Tiefkühlwerk abhängig. 1965 eröffnet, war es lange Zeit Bestandteil des Unilever Konzerns und produzierte Speiseeis und Tiefkühlkost, ab 1977 im Rahmen der Firma Unifrost. 1998 wurde die Firma Austria Frost neu gegründet und die Tiefkühlkostproduktion von Unifrost übernommen. Die Produktion von Speiseeis wurde mit diesem Schritt eingestellt. 2001 wurde Austria Frost von der Vorarlberger Firmengruppe 11er übernommen. Ende 2005 musste Austria Frost Insolvenz anmelden, wurde aber kurz darauf im Dezember 2005 von der deutschen Frenzel Gruppe, die ihren Sitz in Mochau in Sachsen hat, übernommen. Als 2008 das Unternehmen neuerlich in die Krise rutschte, drohte wieder das Aus. Im Dezember 2008 wurde das Unternehmen vom größten europäischen Hersteller von Tiefkühlgemüse, der belgischen Ardo-Gruppe übernommen. Pro Tag werden 150 Tonnen Gemüse verarbeitet. Im September 2023 wurde ein unbefristeter Streik ausgerufen.
Außerdem befand sich die Smola-Kaserne des Bundesheeres in Groß-Enzersdorf, die jedoch im Zuge der Heeresreform 2007 geschlossen wurde und bereits von der BIG verkauft wurde. Seit September 2008 beherbergt die ehemalige Kaserne nun eine Außenstelle des Konrad Lorenz Gymnasiums Gänserndorf, sowie das Blaulichtzentrum bestehend aus Rotem Kreuz Groß-Enzersdorf, einer Polizeiwache und eine Außenstelle der Bezirkshauptmannschaft Gänserndorf.
2020 gab es 102 land- und forstwirtschaftliche Betriebe mit einer Fläche von 81,23 km².

### Verkehr
Die Gemeinde wurde ab 1886 von der Strecke Floridsdorf – Gross Enzersdorf der Dampftramway-Gesellschaft vormals Krauss & Comp. erschlossen. Diese wurde 1922 elektrifiziert und bis zum Jahr 1970 als Linie 317 der Wiener Straßenbahn betrieben. Seit diesem Jahr verkehrt kein schienengebundenes Verkehrsmittel mehr in Groß-Enzersdorf. 
Die Erschließung im Öffentlichen Verkehr nach Wien erfolgt durch die Autobuslinie 26A, die von den Wiener Linien betrieben wird. Außerdem verkehren Regionalbusse nach Hainburg/Donau, Gänserndorf und Lassee.
Die wichtigste Verkehrsachse ist die Landesstraße B3 Donau Straße, die von West nach Ost verläuft. Derzeitige Planungen der ASFINAG sehen einen Neubau der S1 Wiener Außenring Schnellstraße, der im Gemeindegebiet verläuft, vor. Im Gemeindegebiet liegt nach derzeitigen Planungen auch das nördliche Ende des Lobautunnels. 
Es ist aktuell (2020) geplant, dass die Straßenbahn-Linie 25 nach Groß-Enzersdorf verlängert wird.

### Öffentliche Einrichtungen
In der Stadt gibt es zwei Volksschulen, eine Ökohauptschule, eine sonderpädagogische Einrichtung und ein Gymnasium.

## Politik

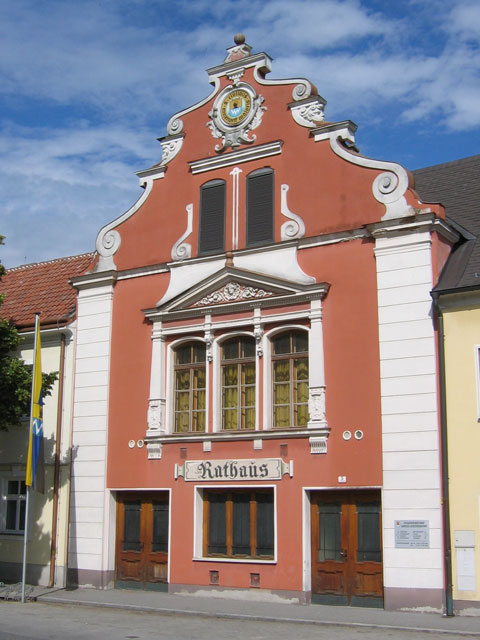
Rathaus Groß-Enzersdorf

### Gemeinderat
Der Gemeinderat hat 33 Mitglieder.
- Mit den Gemeinderatswahlen in Niederösterreich 1990 hatte der Gemeinderat folgende Verteilung: 17 SPÖ, 10 ÖVP und 2 FPÖ. (29 Mitglieder)
- Mit den Gemeinderatswahlen in Niederösterreich 1995 hatte der Gemeinderat folgende Verteilung: 14 SPÖ, 10 ÖVP, 3 FPÖ, 1 WIR–Wir Bürger (Grüne) und 1 LIF.[16]
- Mit den Gemeinderatswahlen in Niederösterreich 2000 hatte der Gemeinderat folgende Verteilung: 16 SPÖ, 9 ÖVP, 2 FPÖ und 2 WIR–Wir Bürger (Grüne).[17] (29 Mitglieder)
- Mit den Gemeinderatswahlen in Niederösterreich 2005 hatte der Gemeinderat folgende Verteilung: 18 SPÖ, 11 ÖVP, 3 Grüne und 1 FPÖ.[18]
- Mit den Gemeinderatswahlen in Niederösterreich 2010 hatte der Gemeinderat folgende Verteilung: 16 SPÖ, 12 ÖVP, 3 Grüne und 2 FPÖ.[19]
- Mit den Gemeinderatswahlen in Niederösterreich 2015 hatte der Gemeinderat folgende Verteilung: 14 SPÖ, 12 ÖVP, 4 FPÖ und 3 Grüne.[20]
- Mit den Gemeinderatswahlen in Niederösterreich 2020 hatte der Gemeinderat folgende Verteilung: 15 SPÖ, 11 ÖVP, 4 Grüne, 2 FPÖ und 1 NEOS.[21]
- Mit den Gemeinderatswahlen in Niederösterreich 2025 hat der Gemeinderat folgende Verteilung: 19 SPÖ, 6 ÖVP, 6 FPÖ, 3 Grüne, 2 NEOS und 1 Gemeinsam für Groß-Enzersdorf (GFGE)

### Bürgermeister
- 1982–1994 Herbert Sivec (SPÖ)
- 1994–2007 Rainer Hübl (SPÖ)
- 2007–2017 Hubert Tomsic (SPÖ)
- seit 2017 Monika Obereigner-Sivec (SPÖ)[22][23]

## Persönlichkeiten
- Joseph von Zahn (1831–1916), Historiker und Archivar
- Karl Buresch (1878–1936), österreichischer Außenminister (1922–1932), Bundeskanzler (1931/32), Landeshauptmann von Niederösterreich (1932/33) und Finanzminister (1933–1935)
- Ernst Josef Uiberacker (1885–1958), Jagdschriftsteller, Jäger, k. u. k. Berufssoldat, Schauspieler und Zeichner
- Walter Conrad-Eybesfeld (1888–1967), Diplomat, 1947 bis 1949 politischer Vertreter in Belgrad und von 1950 bis 1953 in Warschau
- Leopold Theuringer (1894–1969), Landwirt, Politiker und Abgeordneter zum Landtag von Niederösterreich
- Der gebürtige Wiener Schauspieler und Regisseur Fritz Muliar (1919–2009) lebte bis zu seinem Ableben 2009 über drei Jahrzehnte hinweg in Groß-Enzersdorf, wo eine Straße nach ihm benannt ist.
- Gustav Holzmann (1926–1973), Wirtschafts- und Sozialgeograph, verbrachte Kindheit und Jugend in Groß-Enzersdorf. Er verfasste unter anderem 1960 die Festschrift zur 800-Jahr-Feier „Groß-Enzersdorf und sein Lebensraum“, sowie die wissenschaftliche Arbeit „Die Verstädterung des Marchfeldes“ (1959).
- Verena Hanshaw (* 1994), Fußballspielerin
- Michael Takàcs (* 1968), hochrangiger Beamter im Bundesministerium für Inneres, ist Gemeinderat in Groß-Enzersdorf